# Pteromalus diatatus
Pteromalus diatatus är en stekelart som beskrevs av Schmidt 1851. Pteromalus diatatus ingår i släktet Pteromalus och familjen puppglanssteklar.
Artens utbredningsområde är Tyskland. Inga underarter finns listade i Catalogue of Life.